# Hernán Carvallo
Luis Hernán Carvallo Castro (19. august 1922 - 24. marts 2011) var en chilensk fodboldspiller (midtbane). Han spillede for Universidad Católica, som han vandt to chilenske mesterskaber med, og for Chiles landshold. Han var med i den chilenske trup til VM 1950 i Brasilien, og spillede to af holdets tre kampe i turneringen, hvor chilenerne blev slået ud efter det indledende gruppespil. Han deltog desuden ved de sydamerikanske mesterskaber i 1946.

## Titler
Primera División de Chile
- 1949 og 1954 med Universidad Católica